# 校門

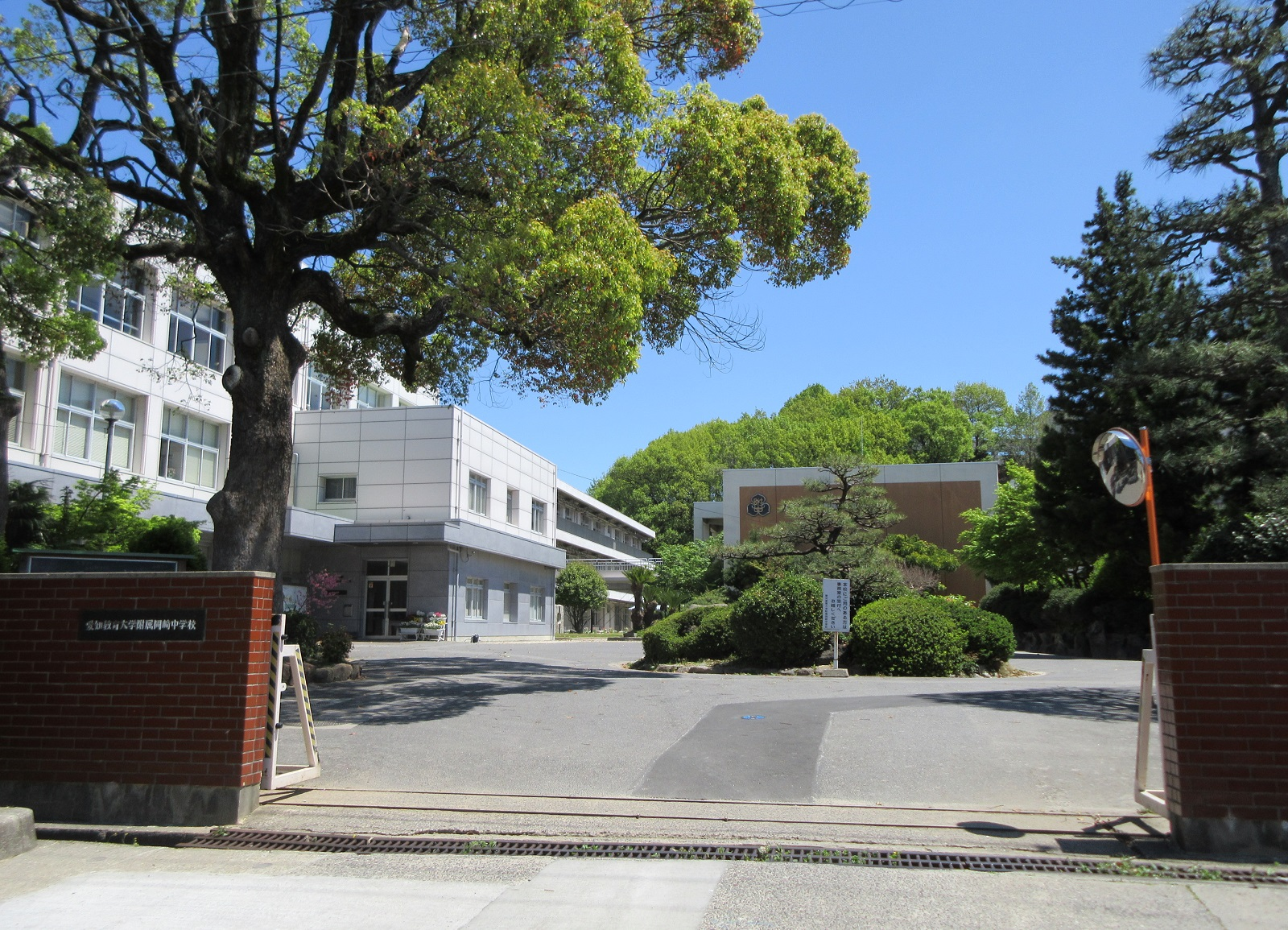
校門の一例。写真は、
愛知教育大学附属岡崎中学校

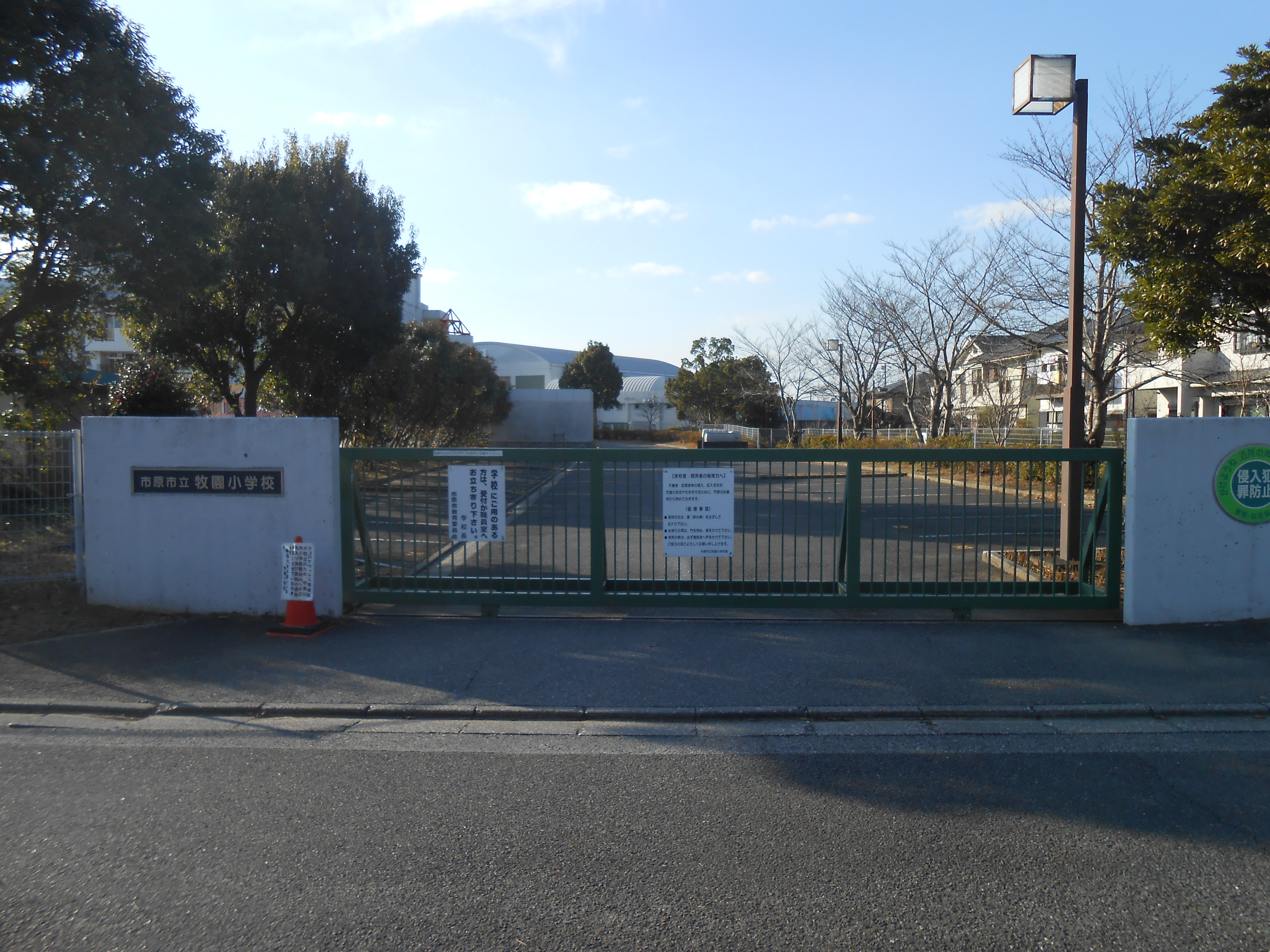
侵入者を警戒し、普段は閉ざされている小学校の校門（千葉県市原市の牧園小学校）。

校門（こうもん）とは、学校の敷地へ出入りするための門である。
学校施設がある敷地へ、用途者や車両などが出入りするために設けられた門で、校地の表に当たる正門、通用門、車両門、裏門など用途による使い分けもある。門扉を閂や錠前などで施錠したり、要員を配置して構内の立ち入りを確認するなどして、構内へ無断侵入を防止する。

## 著名な校門
国の重要文化財
- 閑谷学校公門（岡山県備前市） - 1701年（元禄14年）築、別名鶴鳴門
- 龍谷大学大宮学舎正門（京都府京都市） - 1879年（明治12年）築
- 東京大学赤門（東京都文京区）
- 学習院女子大学正門（東京都新宿区） - 1877年（明治10年）築

その他
- 足利学校学校門（栃木県足利市） - 1668年築
- 慶應義塾大学三田キャンパス旧表門（東京都港区） - 1913年（大正2年）築（いわゆる幻の門）
- 旧登米高等尋常小学校校門（宮城県登米町） - 県指定文化財
- 群馬県立高崎高等学校正門（群馬県高崎市） - 2017年築

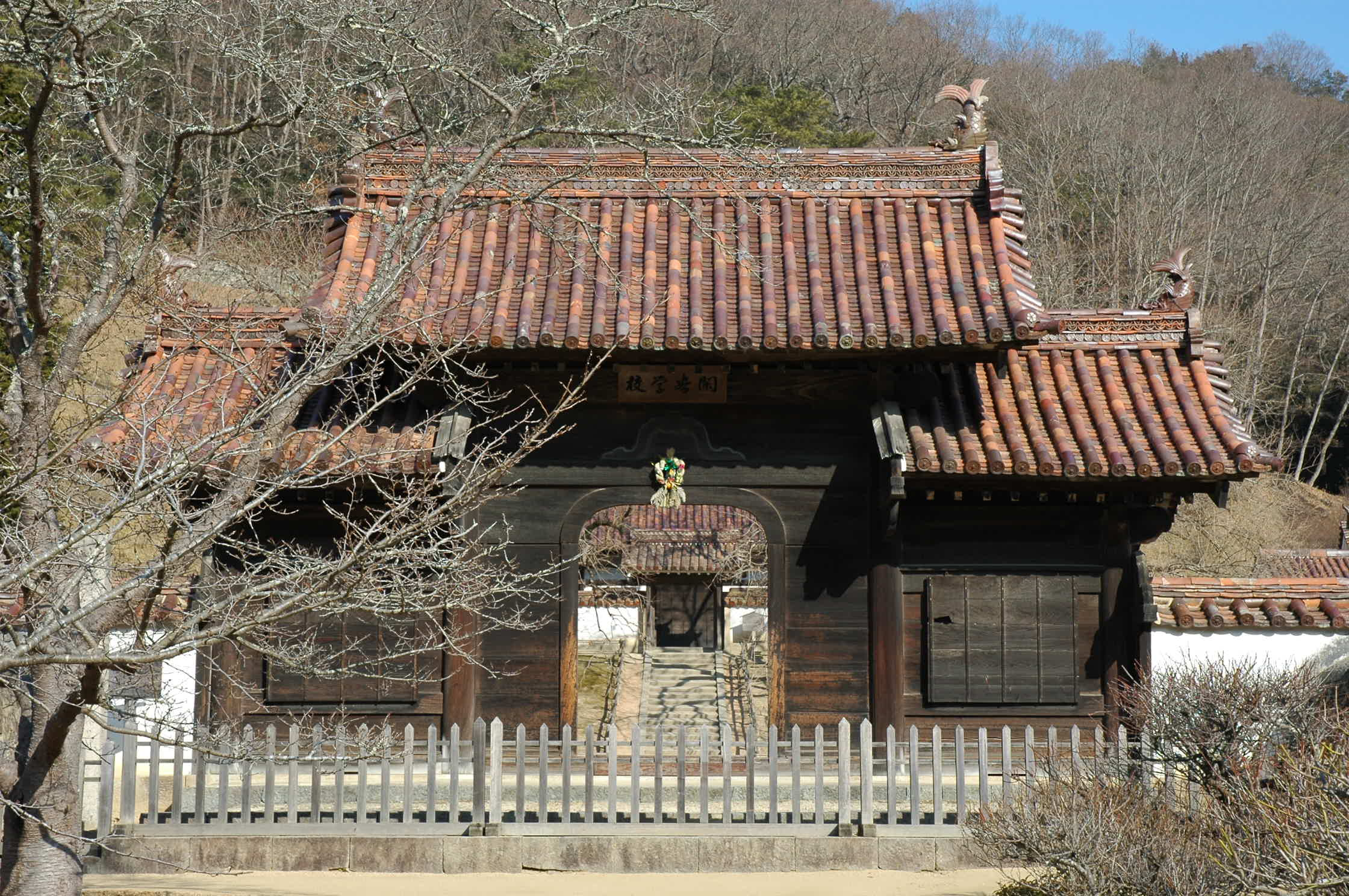
1701年（元禄14年）に建設された閑谷学校公門（重要文化財）
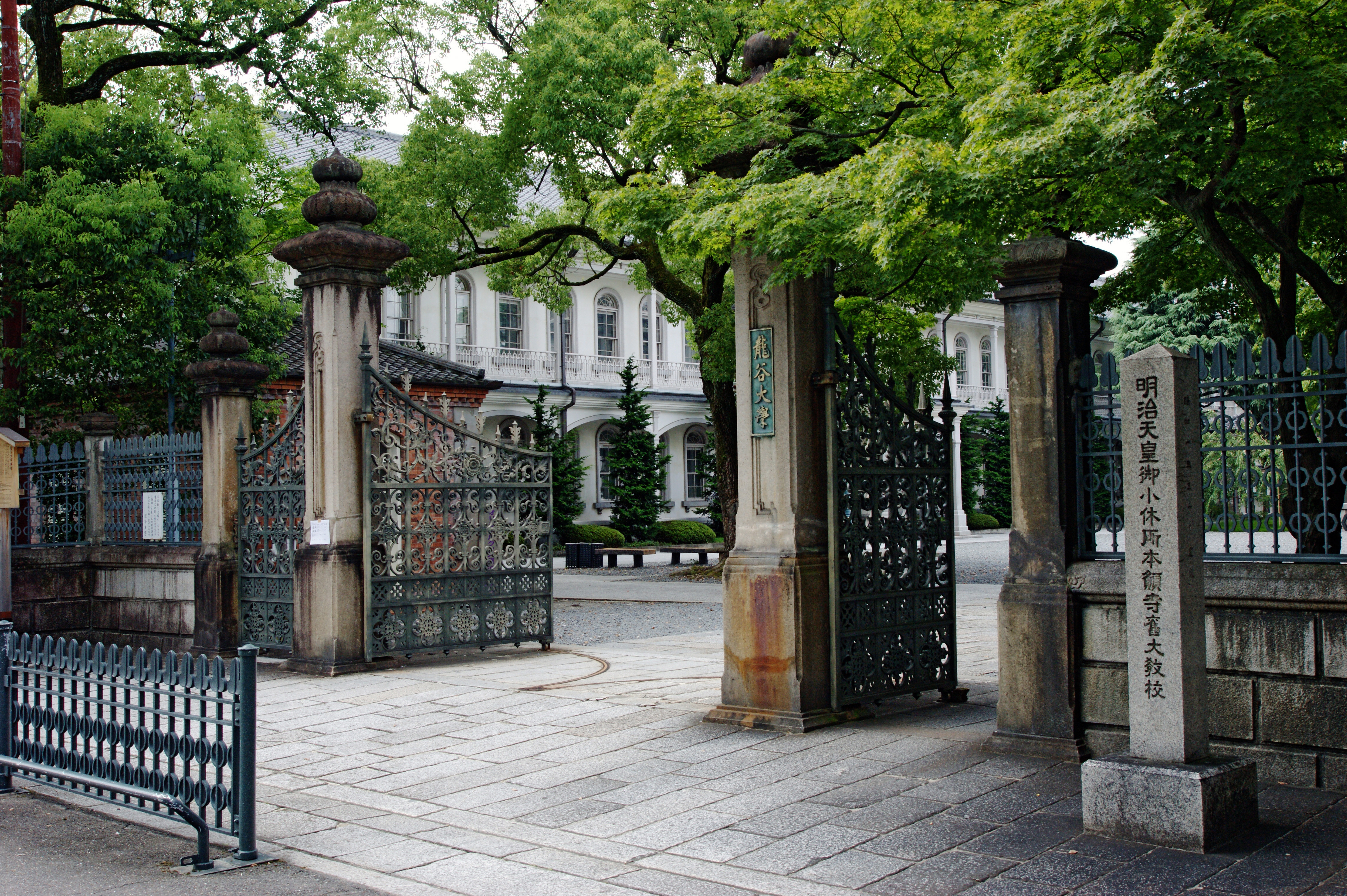
龍谷大学大宮学舎正門（重要文化財）
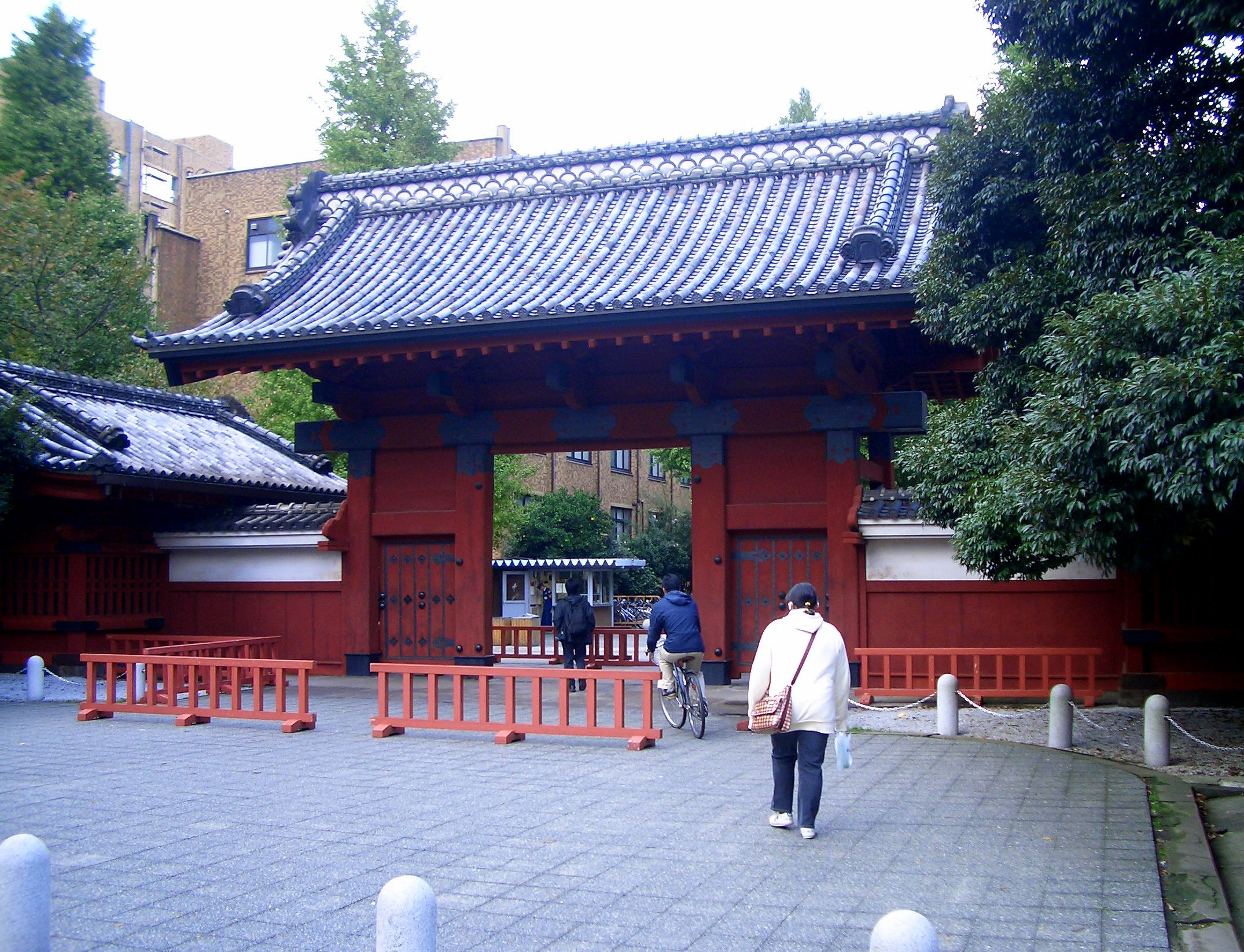
東京大学赤門
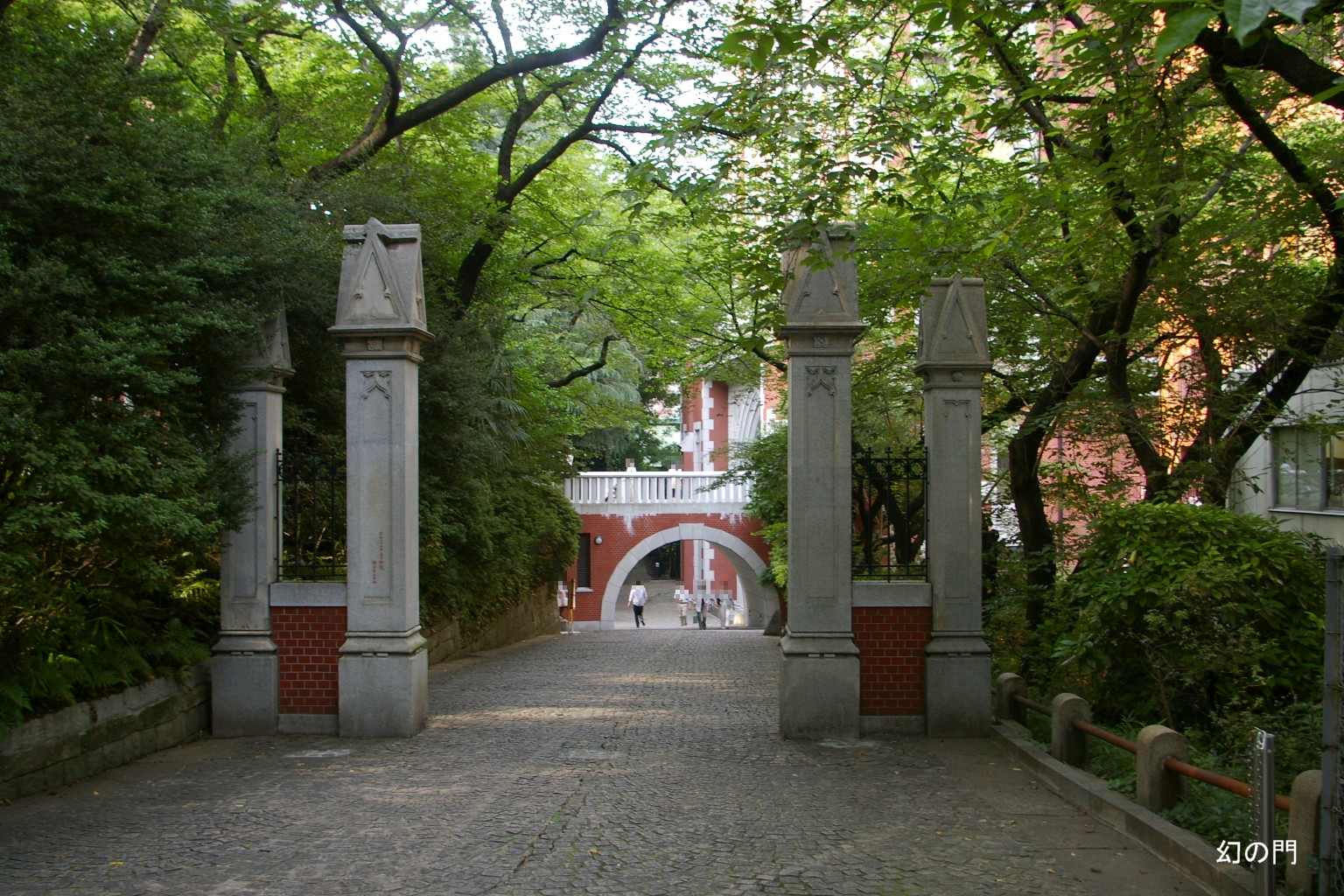
幻の門（慶應義塾大学）
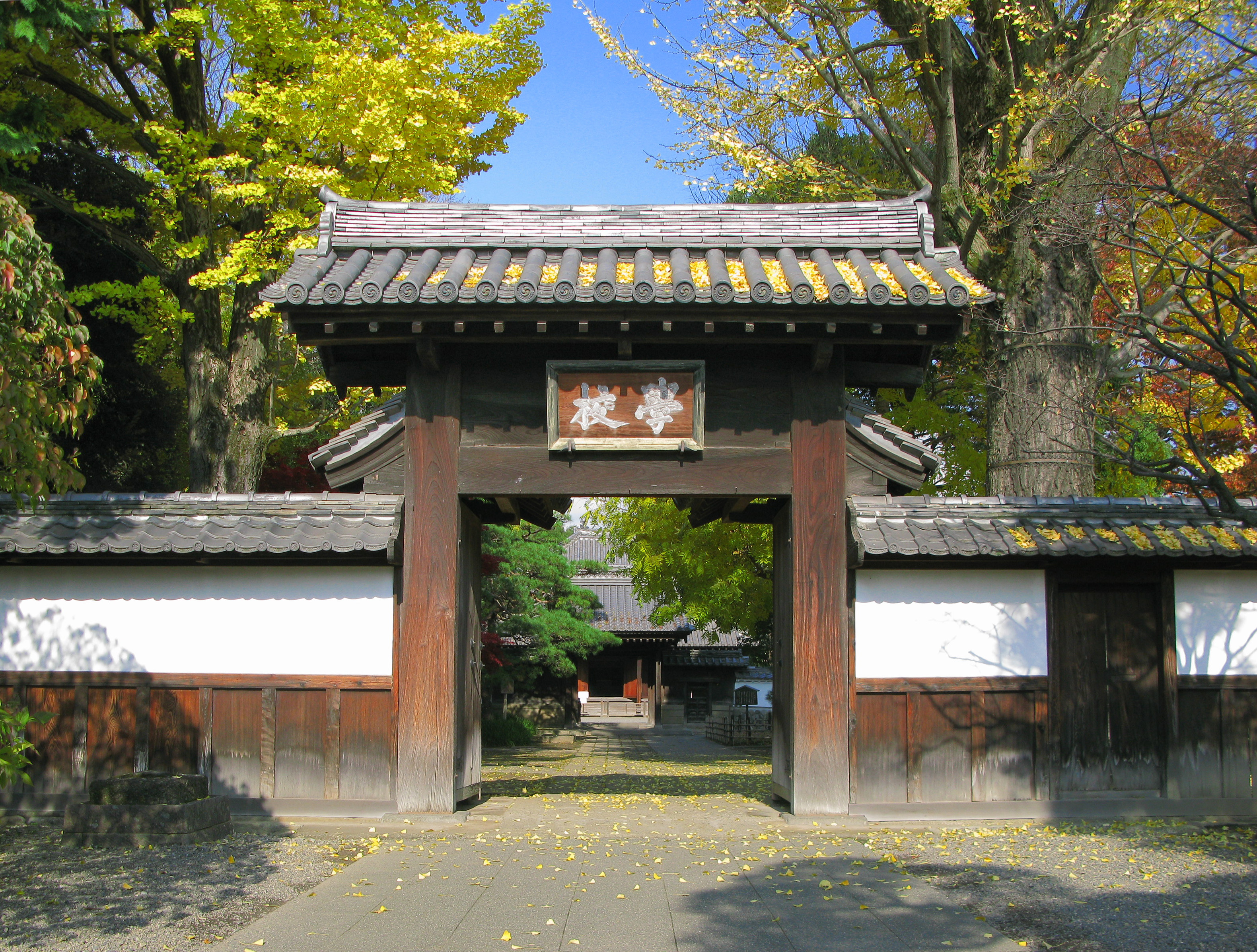
足利学校学校門
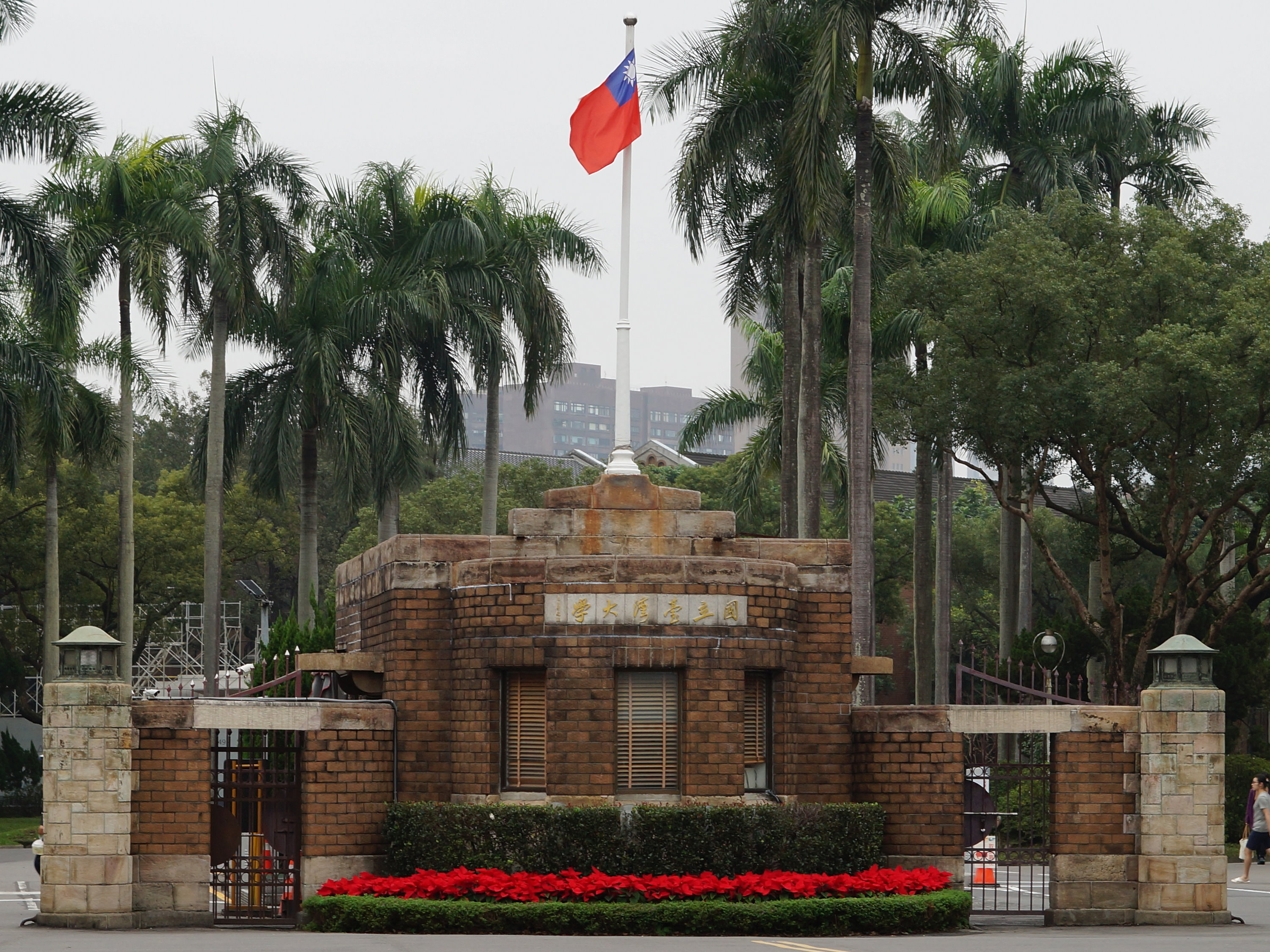
国立台湾大学（旧台北帝国大学）正門